# In Memory of Nikki Arane
Albums par Eugene Chadbourne
Possibilities of the Colour Plastic
(1979) Kitchen Concert
(1981)
Albums par John Zorn
Hockey
(1980) Archery
(1981)
In Memory of Nikki Arane est un album de musique improvisée du guitariste Eugene Chadbourne et du saxophoniste John Zorn, enregistré à New York en 1980 mais qui n'est sorti, sur le label Incus Records, qu'en 1996.

## Présentation
Le titre (En la mémoire de Nikki Arane en français) se réfère au personnage joué par Timothy Carey dans le film L'Ultime Razzia (1956) de Stanley Kubrick.
- Si vous ne connaissez pas le sujet, laissez ce bandeau (vous pouvez alors contacter les auteurs).
- Si vous supprimez le contenu mis en cause (vous pouvez préalablement contacter les auteurs),

argumentez précisément cette suppression dans la page de discussion
(un manque de référence n'est pas un argument ; une recherche réelle de référence doit avoir été effectuée, être formellement documentée).
Les quatre improvisations qui composent ce disque sont d'une forme très radicale. Les deux musiciens mettent en place un dialogue basé sur la répétition, la variation et la réaction, entre silence et bruit — entre inaudible et inouï. En effet, tous les instruments utilisés (saxophones, clarinettes, guitares électriques et acoustiques), sonnent d'une manière inédite et souvent brutale, l'idée principale de l'œuvre étant d'imiter les actions du personnage.

## Réception
Le critique Jesse Jarnow, du site AllMusic, décerne à l'album 3 étoiles indiquant : « Au lieu de jouer des morceaux de texture pour transmettre une humeur ou une émotion, le duo crée des sons qui imitent des actions. Quelles actions, bien sûr, sont entièrement laissées à l'auditeur - bien qu'elles soient généralement brutalement violentes ou sombrement industrielles. »

## Liste des titres
Toutes les chansons sont écrites et composées par Eugene Chadbourne et John Zorn.
| 1.    | In Memory of Nikki Arane | 12:31 |
| 2.    | In Memory of Nikki Arane | 19:59 |
| 3.    | In Memory of Nikki Arane | 10:55 |
| 4.    | In Memory of Nikki Arane | 17:51 |
| 61:17 |                          |       |